# Медведица Карелина
Медведица Карелина (лат. Axiopoena karelini) — бабочка рода Axiopoena из семейства медведиц. Один из наиболее крупных представителей данного семейства. Длительное время рассматривалась в качестве подвида Медведицы мрачной (Axiopoena maura).

## Этимология названия
Видовое название дано в честь русского естествоиспытателя и путешественника XIX века Григория Силыча Карелина (прадеда поэта Александра Блока по бабушке), на основании сборов которого, Эдуард Менетрие (открывший данный вид) опубликовал одну из своих первых работ по фауне Кавказа.

## Описание
Размах крыльев 100—105 мм. Половой диморфизм не выражен. Передние крылья однотонные, их окраска угольно-чёрная с шелковистым отливом. Задние крылья в прикорневой половине и у внутреннего угла имеют поле кирпично-красного цвета. Внешняя половина заднего крыла черновато-серая с красноватым оттенком на наружном крае. Снизу задних крыльев развита суббазальная черная перевязь. Имеется дополнительное изогнутое пятно вблизи заднего угла задних крыльев.

Мрачная медведица Axiopoena maura (сверху) и медведица Карелина Axiopoena karelini (снизу), вид снизу, отличительные признаки

## Ареал и местообитание
Ареал охватывает Закавказье, Армению, Абхазию, Грузию, северную Турцию, Азербайджан (Нахичевань), Ирак, Западный Иран. Также имеются литературные упоминания для Сочи. В Абхазии и Грузии данный вид очень редок, а в Армении известен из многих точек, но только лишь по единичным особям.
В пределах всего своего ареала вид связан с пещерами и гротами, в которых бабочки прячутся в дневное время. Время лёта приходится на июнь — октябрь. За год развивается в одном поколении.

## Жизненный цикл
Полифаг — гусеницы питаются различными травянистыми растениями. В дневное время гусеницы прячутся в расщелинах между крупных камней. Зимуют гусеницы младших возрастов.

## Замечания по охране
Вид занесён в Красную книгу Армении и Красную книгу Краснодарского края, как «Вероятно исчезнувший в регионе». Достоверных сведений о популяции на территории Краснодарского края не имеется.